# 소와 히로시
소와 히로시(일본어: 楚輪 博, 1956년 5월 1일 ~ )는 일본의 전 축구 선수, 감독이다.

## 구단 경력
1979년부터 1990년까지 얀마 디젤에서 191경기에 나서 13득점을 넣었다. 1980년에 일본 사커 리그 우승을 차지하였다.

## 지도자 경력
은퇴 후에는 세레소 오사카의 코치를 거쳐, 1996년 감독으로 취임하였다. 1997년부터 1999년까지 사간 도스의 감독을 맡았다. 2004년부터 2010년까지 카탈레 도야마에서 감독을 맡았다.